# Слепень поздний
Слепень поздний (лат. Tabanus glaucopis) — вид слепней.

## Описание
Длина тела от 14 до 18 мм. Глаза у живых особей с тремя полосками. Усики коричневые. Ноги чёрно-серые. Вершина церок округлая. Личинки веретеновидные молочно-белого цвета. Длина до 18 мм, масса до 140 мг.

## Биология
Взрослые особи активны с июля по сентябрь. Самки пьют кровь. Яйца откладывают на листья подорожника, клевера и других растений, произрастающих вдали от воды. Доказана способность переносить трипаносомозы. Личинки развиваются в почве. Прододолжительность развития личинок может достигать двух лет.

## Распространение
Встречаются на большей части Европы, на север до 61° северной широты, Кавказ, Турция, Иран, юг Сибири, восточная Монголия, северо-восток Китая.